# Euthalia periya
Euthalia periya är en fjärilsart som beskrevs av Hans Fruhstorfer 1913. Euthalia periya ingår i släktet Euthalia och familjen praktfjärilar. Inga underarter finns listade i Catalogue of Life.